# Hypocrita hermaea
Hypocrita hermaea är en fjärilsart som beskrevs av Druce 1901. Hypocrita hermaea ingår i släktet Hypocrita och familjen björnspinnare. Inga underarter finns listade i Catalogue of Life.